# Slemvaxskivling
Slemvaxskivling (Hygrocybe glutinipes) är en svampart. Slemvaxskivling ingår i släktet Hygrocybe och familjen Hygrophoraceae.  Arten är reproducerande i Sverige.

## Underarter
Arten delas in i följande underarter:
- rubra
- glutinipes

## Källor

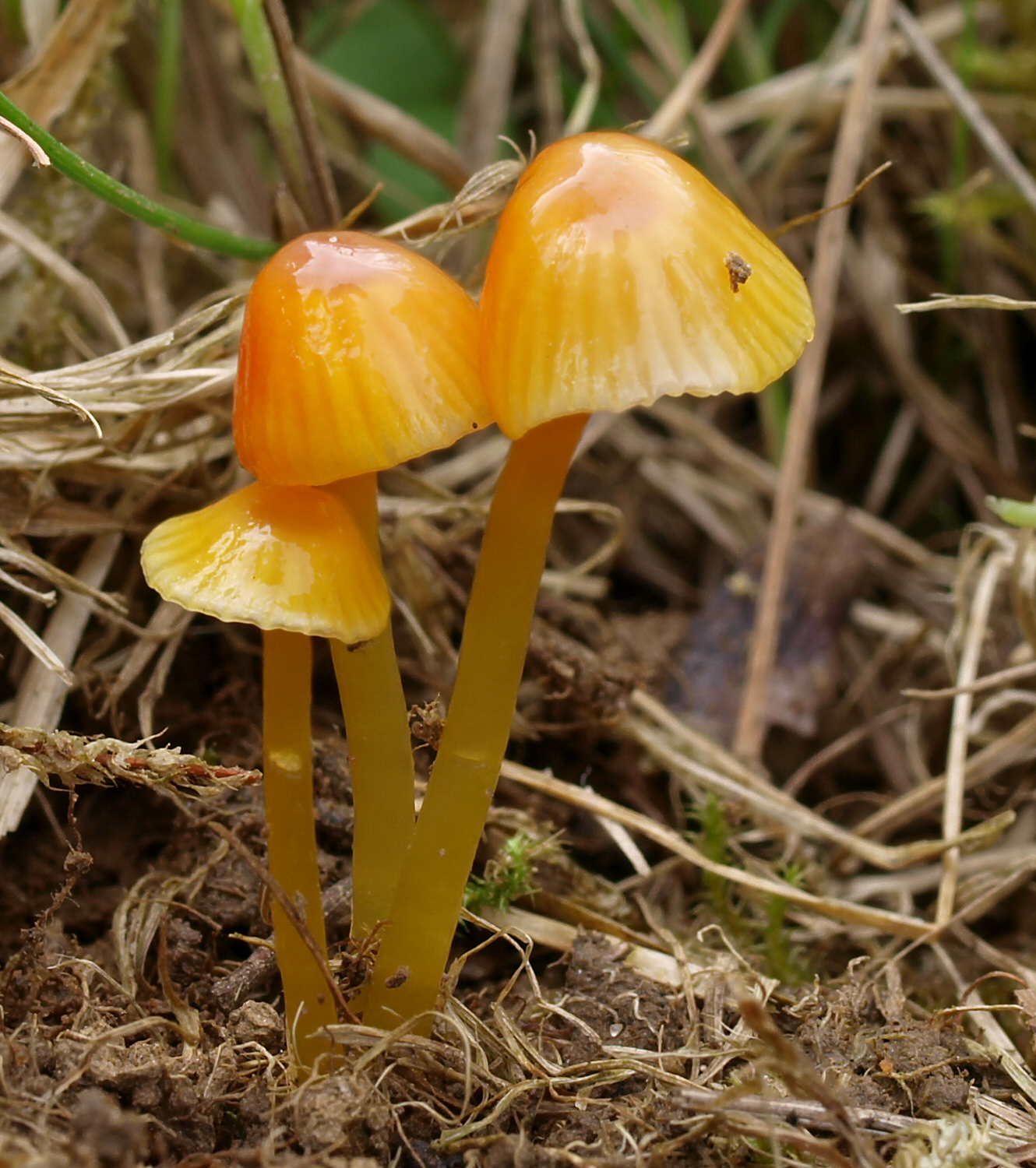